# Cyathodes
Cyathodes é um género botânico pertencente à família Ericaceae.

## Espécies
- Cyathodes abietina
- Cyathodes acerosa
- Cyathodes adscendens
- Cyathodes articulata
- Cyathodes ascendens
- Cyathodes banksii

1. ↑  «Cyathodes — World Flora Online». www.worldfloraonline.org. Consultado em 19 de agosto de 2020